# ボンベッテ

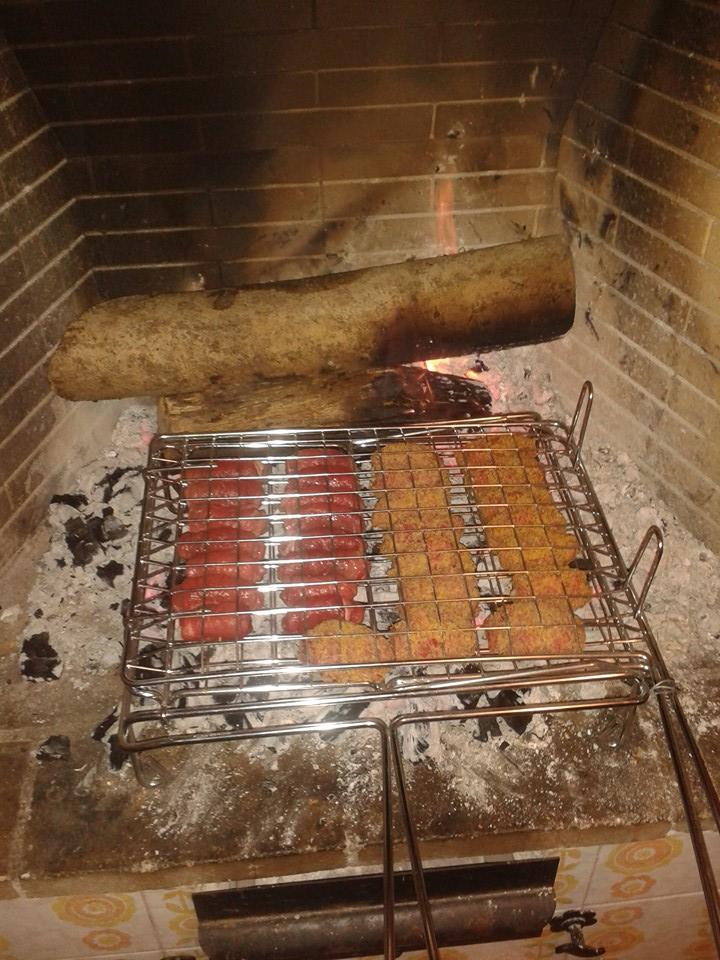
ボンベッテを焼いているところ

ボンベッテ（イタリア語: Bombette）は、イタリア・プーリア州の郷土料理。豚肉でチーズ類を巻いて炭火で焼いた串焼きである。

## 概要
料理名はイタリア語で「小型爆弾」の意味。
薄切りにした豚肉に生ハムやチーズを乗せ、ハーブやスパイスで味付けして巻き、串刺しにして炭火で焼いた料理である。プーリア州ではレストランや屋台でも提供されている。

## 歴史
プーリア州の一部地域では、肉屋が自分の店の横に厨房を作り、そこで肉を調理して売るという習慣があった。
1980年ごろに、マルティーナ・フランカのある肉屋が、炭焼き総菜の中に「ボンベッテ」というメニューを追加したのが始まりとされる。豚の肩ロースでカネストラートなどの地元食材を包んで串焼きしたものであった。この料理がスローフードの地域担当者の目に留まり、大々的にプロモーション活動が行われるようになった。